# Абилов, Жарылкасын Абдуахитович
Жарылкасын Абдуахитович Абилов (каз. Жарылқасын Әбдуахатұлы Әбілов; род. 1948, Ленгер, Южно-Казахстанская область или Южно-Казахстанская область) — казахский учёный, педагог, общественный деятель, доктор химических наук, профессор, отличник образования Республики Казахстан.

## Биография
Родился 21 августа 1948 года в городе Ленгер Южно-Казахстанской области.
В 1971 году окончил химический факультет КазГУ имени С. М. Кирова.
В 1982 году защитил кандидатскую диссертацию по теме «Взаимодействие синтетических полиэлектролитов с ионными ПАВ в водных растворах». В 1993 году защитил докторскую диссертацию по теме «Поликомплексы синтетических полиэлектролитов»

## Трудовая деятельность
1. 1971—1974 — старший лаборант, старший инженер химического факультета в Казахском национальном университете
2. 1974—1982 — ассистент кафедры коллоидной химии в Казахском национальном университете
3. 1982—1983 — старший преподаватель кафедры в Казахском национальном университете
4. 1983—1994 — доцент кафедры коллоидной химии в Казахском национальном университете
5. 1994—1996 — профессор кафедры коллоидной химии в Казахском национальном университете
6. 1996—2000 — заведующий кафедрой в Казахском национальном университете
7. 2000—2009 — декан химического факультета в Казахском национальном университете
8. 2009—2011 — заведующий кафедрой органической химии и химии природных соединений в Казахском национальном университете
9. 2011—2014 — заведующий кафедрой химии и технологии органических веществ, природных соединений и полимеров в Казахском национальном университете
10. 2014 г. — по настоящее время — профессор кафедры химии и технологии органических веществ, природных соединений и полимеров в Казахском национальном университете

## Научные, литературные труды
Автор более 590 научных статей и тезисов международных конференций, 6 монографий, 3 учебника, 21 учебно-методическое пособие, получено 68 патентов и авторских свидетельств на изобретения, утверждено 16 Фармакопейных статей РК, 10 опытно-промышленных регламентов производства различных препаратов и лекарственных форм на их основе.
• Патенты
1. Гидрогелевая полимерная композиция на основе природного вещества Номер патента: 31605 (Соавтор)
2. Способ получения ранозаживляющего, противовоспалительного геля с обезболивающим действием Номер инновационного патента: 31128 (Соавтор)
3. Способ получения ранозаживляющего геля для лечения поврежденной кожи, ран и ожогов Номер инновационного патента: 30072 (Соавтор)
4. Способ получения криогелей для иммобилизации лекарственных веществ Номер инновационного патента: 29409 (Соавтор)
5. Способ получения органо-неорганического сорбента ионов тяжелых металлов из сточных и промышленных вод Номер инновационного патента: 29251 (Соавтор)
6. Способ получения композиционного сорбента на основе полиакриламида и бентонитовой глины для извлечения ионов тяжелых металлов из сточных и промышленных вод Номер инновационного патента: 29250 (Соавтор)
7. Способ получения тритерпеноида из растительного сырья, обладающего антидиабетического действием Номер инновационного патента: 28795 (Соавтор)
8. Способ получения антидиабетического средства из растительного сырья Номер инновационного патента: 28794 (Соавтор)
9. Способ получения флавоноидов из растений tamarix (t.laxa), обладающих антидиабетическим действием Номер инновационного патента: 28793 (Соавтор)
10. Способ получения антидиабетического средства Номер патента: 25029 (Соавтор)
11. Способ получения противоопухолевого средства из растительного сырья Номер инновационного патента: 28546 (Соавтор)
12. Способ получения средства, обладающего рострегулирующим действием Номер инновационного патента: 28179 (Соавтор)
13. Способ получения полифенолов, обладающих гепатозащитным свойством Номер инновационного патента: 27862 (Соавтор)
14. Способ получения антидиабетического средства из растительного сырья Номер инновационного патента: 25028 (Соавтор)
15. Способ получения противоопухолевого средства Номер инновационного патента: 25027 (Соавтор) и др.

## Научные открытия и достижения в области химии
Под руководством профессора Ж. А. Абилова выполняются исследования по модификации ряда ценных биологически активных природных соединений и разрабатываются новые препараты для медицины и сельского хозяйства, а также научные исследования в области тонкого органического синтеза по целенаправленному получению новых фармакологически активных соединений с заданными свойствами на основе аминов алифатического и гетероциклического ряда. В соавторстве с профессорами Р. А. Музычкиной, Г. Е. Жусуповой, Г. Ш. Бурашевой, Д. Ю. Корулькиным были созданы новые оригинальные отечественные препараты «Алхидин», «Лимонидин» из растений жантак и кермек противоопухолевого и бактерицидного действия, «Биосед-К» ранозаживляющего, противовирусного и противовоспалительного действия и ряд других, которые успешно прошли клинические испытания и рекомендованы Минздравом РК к промышленному выпуску в виде различных лекарственных форм: настойки из верблюжьей колючки и кермека, мази алхидиновой, «Биосед-К» и «Санжар», сиропы «Жантак» и «Лимонидин». Субстанции «Алхидин», «Лимонидин», «Биосед-К» и их лекарственные формы запатентованы и зарегистрированы в РК как новые отечественные лекарственные средства. Производство этих препаратов освоено на АО «Химфарм». Препарат «Галалти» введен в Государственный реестр препаратов для сельского хозяйства РК. Разработаны высококачественные убители каракуля и овчины.

## Известные ученики
1. Г. Ш. Бурашева — доктор химических наук
2. Д. Ю. Корулькин — доктор химических наук
3. Г. Е. Жусупова — доктор химических наук
4. М. К. Бейсебеков — доктор химических наук
5. С. Н. Калугин — доктор химических наук
6. Ш. Н. Жумагалиева — доктор химических наук
7. Н. А. Султанова — доктор химических наук

## Семья
• Отец — Абилов Абдуахит — шахтер
• Мама — Абилова Разия
• Супруга — Мария Умирзаковна, кандидат химических наук, доцент кафедры аналитической химии КазНУ им. аль-Фараби
• Дети — Аскар Жарылкасынулы — экономист, Жанар Жарылкасынкызы — биотехнолог

## Награды и звания
1. Доктор химических наук (1993)
2. Профессор (1996)
3. Отличник образования Республики Казахстан (1998)
4. «За заслуги в развитии науки Республики Казахстан» (2003)
5. «Ғылым сардары» (2008)
6. «Лучший преподаватель вуза» (2008)
7. Лауреат Государственной научной стипендии «Для ученых и специалистов, внесших выдающийся вклад в развитие науки и техники РК»
8. «The Name of Science» и он был занесен в мировой реестр выдающихся ученых.